# زبان سکله
سکله (به انگلیسی: Sekele)، یکی از زبان‌های قبایل بانتو در آنگولا است که با نام جون شمالی یا جو شمالی نیز شناخته می‌شود.
محدوده این گویش در آنگولا، شرق گروتفونتین، نامیبیا، نیمه راه مرز بوتسوانا و اشمیدتریف، غرب کیمبرلی در آفریقای جنوبی است.